# Pipistrellus hesperus
Espèce
Statut de conservation UICN

 LC  : Préoccupation mineure
Pipistrellus hesperus est une espèce de chauves-souris de la famille des Vespertilionidae.

Carte de répartition

## Liste des sous-espèces
Selon MSW :
- sous-espèce Pipistrellus hesperus hesperus
- sous-espèce Pipistrellus hesperus maximus